# Villaralto
Villaralto és un municipi de la província de Còrdova a la comunitat autònoma d'Andalusia, a la comarca de Valle de los Pedroches.

## Demografia
| 1996  | 1998  | 1999  | 2000  | 2001  | 2002  | 2003  | 2004  | 2005  | 2006  |
| ----- | ----- | ----- | ----- | ----- | ----- | ----- | ----- | ----- | ----- |
| 1.597 | 1.559 | 1.533 | 1.526 | 1.510 | 1.484 | 1.458 | 1.425 | 1.385 | 1.350 |